# Jamaikanische Badmintonmeisterschaft 1971
Die Jamaikanische Badmintonmeisterschaft 1971 fand vom 27. September bis zum 1. Oktober 1971 in der National Arena in Kingston statt. Es war die 24. Austragung der nationalen Titelkämpfe im Badminton von Jamaika.	

## Sieger und Finalisten
| Disziplin    | Gold                           | Silber                          |
| ------------ | ------------------------------ | ------------------------------- |
| Herreneinzel | Keith Palmer                   | Richard Roberts                 |
| Dameneinzel  | Margaret Parslow               | Jennifer Haddad                 |
| Herrendoppel | Anthony Garcia Richard Roberts | Keith Palmer Richard Wong       |
| Damendoppel  | Jennifer Haddad Joan Lyn       | Margaret Parslow Helen DaCosta  |
| Mixed        | Anthony Garcia Norma Haddad    | Richard Roberts Jennifer Haddad |